# Naissance en 1430
Naissance
- 1426
- 1427
- 1428
- 1429
- 1430
- 1431
- 1432
- 1433
- 1434

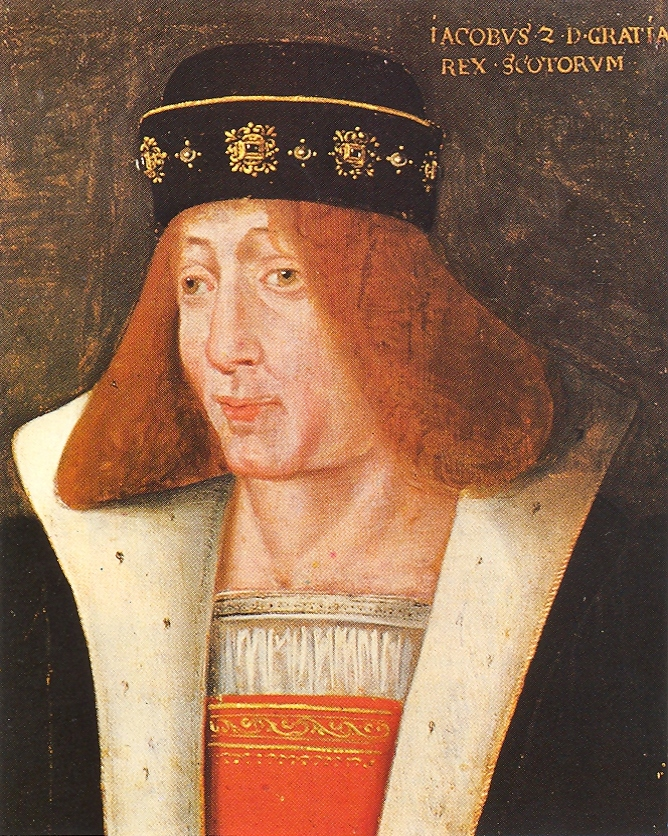
Jacques II d'Écosse, né en 1430.

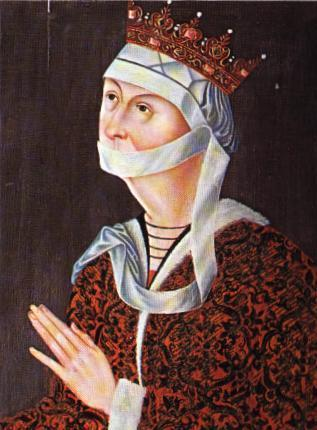
Dorothée de Brandebourg-Kulmbach, née en 1430.

Cette page dresse une liste de personnalités nées au cours de l'année 1430  :
- mars : Galeotto Manfredi, noble et condottiere italien.
- 10 mars : Oliviero Carafa, cardinal italien.
- 23 ou 24 mars : Marguerite d'Anjou, duchesse de Lorraine, reine consort d'Angleterre.
- 15 mai : Geoffroi III de Pompadour, évêque français.
- 18 mai: Violante de Montefeltro, noble italienne et religieuse clarisse au monastère du Corps du Christ de Pesaro.
- 02 ou 3 juin : Pierre Bury, ecclésiastique et poète franco-flamand.
- 27 juin : Henri Holland, 2e duc d'Exeter, comte de Huntingdon, chef lancastrien pendant la guerre des Deux-Roses.
- 16 octobre : Jacques II d'Écosse, roi d'Écosse de 1437 à 1460.
- 31 décembre : Dorothée de Brandebourg-Kulmbach, reine consort de Danemark, de Norvège et de Suède.

- Niccolò Alunno,  ou Niccolò di Liberatore ou encore Niccolò da Foligno, peintre italien de la Renaissance appartenant à l'école ombrienne.
- István IV Báthory, chef militaire, grand officier du royaume de Hongrie.
- Philibert Baudot, seigneur bourguignon qui a servi en tant que conseiller du dernier duc de Bourgogne puis du roi de France.
- Andrea Bellunello, ou Andrea da San Vito ou encore Andrea di Foro, peintre italien de la première Renaissance.
- Guillaume Brun, médecin et juge.
- Guillaume Caoursin, vice-chancelier de l’Ordre de Saint-Jean de Jérusalem.
- Michel Colombe, sculpteur français.
- Charles Ier d'Amboise, seigneur de Chaumont, de Sagonne, de Meillan, de Charenton, gouverneur de l'Île-de-France, de Champagne et de Bourgogne, conseiller du roi, chambellan et chevalier de l'ordre de Saint-Michel.
- Jean II d’Angennes, chevalier, seigneur de Rambouillet, écuyer d’honneur de Charles VII et gouverneur.
- Barbara d'Ottenheim, maîtresse  du comte Jacques de Lichtenberg, bailli de la ville de Strasbourg.
- Guillaume de Cambrai, archevêque de Bourges.
- Nicolas de Diesbach, bourgeois de Berne, seigneur de Worb, chef du parti français à Berne, chambellan de Louis XI, chevalier du Saint-sépulcre, et avoyer de Berne.
- Estêvão de Gama, père de Vasco de Gama.
- Béatrice de Portugal, duchesse de Beja et de Viseu.
- Jean de Rély, théologien français et évêque d'Angers.
- Isabelle de Villena, religieuse du couvent de la Très Sainte Trinité des Clarisses de Valence, dont elle devient abbesse.
- Niccolò di Forzore Spinelli, appelé aussi Niccolò Fiorentino, médailleur florentin.
- Pierfrancesco di Lorenzo de Médicis l'Ancien, banquier et diplomate italien, membre de la famille Médicis.
- Adam Fumée, garde des sceaux de France et premier médecin des rois Charles VII, Louis XI et Charles VIII.
- Philippe d'Henneberg-Aschach-Römhild, prince-évêque de Bamberg.
- Hosokawa Katsumoto, kanrei durant l'époque de Muromachi.
- Albrecht Kunne, imprimeur d'incunables.
- Pierre Landais, principal conseiller du duc François II de Bretagne, qui le laisse gouverner la Bretagne.
- Olivier Maillard, moine franciscain d’origine bretonne, docteur en théologie de l'université de Paris, prédicateur célèbre.
- Giorgio Merula, ou Giorgio Merlano di Negro ou encore Georgius Merula Alexandrinus, humaniste italien, philologue et historien.
- Al-Muyyad Chihab ad-Dîn Ahmad ben Inal, sultan mamelouk burjite qui règne en Égypte.
- Niccolò Perotti, prélat, universitaire, traducteur et philologue italien.
- Shō Sen'i, roi de Ryūkyū.

date incertaine (vers 1430)
- Bonne de Carlat, ou Bienheureuse Bonne d'Armagnac, religieuse puis Bienheureuse de l'Église catholique romaine.
- Antonio Cornazzano, poète, danseur et homme politique italien, auteur d'un traité de danse.
- Antonello de Messine, peintre italien de la Renaissance.
- Jean de Saint-Facond, ou Jean Gonzalez de Castrillo Martinez de Sahagun y Cea, prêtre espagnol et prédicateur fameux, devenu religieux dans l'ordre des ermites de saint Augustin.
- William Horwood, compositeur anglais de musique polyphonique vocale du Moyen Âge tardif († 1484).
- Pier Antonio Mezzastris, peintre italien appartenant à l'école ombrienne († vers 1506).
- Tosa Mitsunobu, peintre japonais.
- Robert Morton, compositeur anglais du début de la Renaissance.
- Hermen Rode, peintre allemand († vers 1504).

## Crédit d'auteurs
- Cet article est partiellement ou en totalité issu de l'article intitulé « 1430 » (voir la liste des auteurs).